# Vali von der Osten

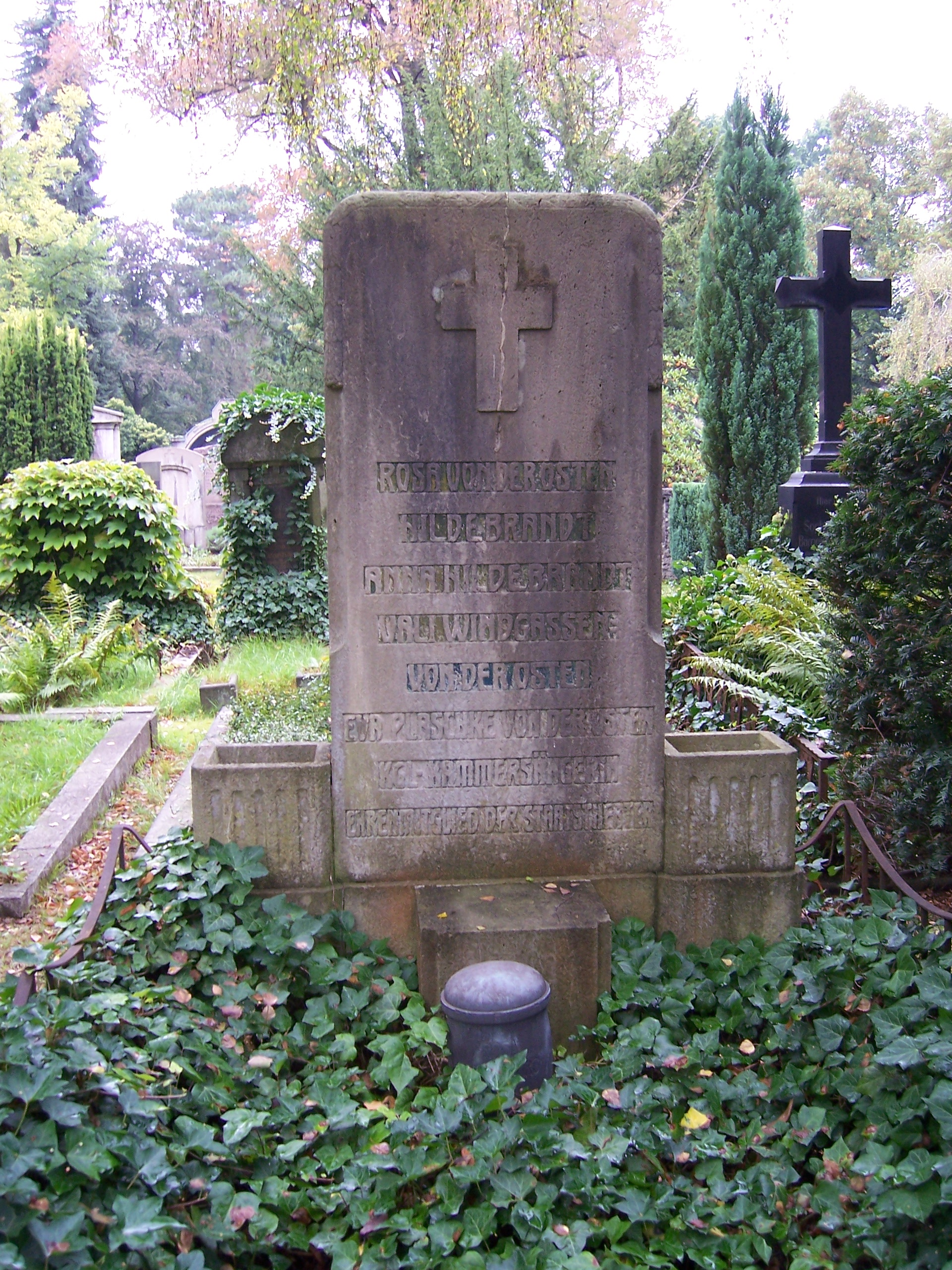
Grabstätte der Schwestern Vali und Eva sowie ihrer Mutter Rosa von der Osten

Vali von der Osten, auch Vally von der Osten bzw. Vali Windgassen (* 29. November 1882 in Dresden; † 15. August 1923 in Kassel) war eine deutsche Opernsängerin (Sopran).

## Leben
Vali von der Osten war die Tochter der Schauspieler Emil von der Osten und Rosa von der Osten-Hildebrandt (1850–1911).
Sie studierte Gesang in Dresden und wirkte hauptsächlich am Hoftheater Kassel, wo sie unter anderem in den jugendlich-dramatischen Wagnerpartien glänzte („Elisabeth“ in Tannhäuser, „Elsa“ in Lohengrin, „Eva“ in den Meistersingern).
Sie war mit dem Tenor Fritz Windgassen (1883–1963) verheiratet und hieß nach der Heirat Vali Windgassen-von der Osten. Aus der Ehe ging der Wagnertenor Wolfgang Windgassen (1914–1974) hervor.
Ihre letzte Ruhestätte fand sie auf dem Johannisfriedhof in Dresden-Tolkewitz, wo auch ihre Mutter und ihre Schwester, die Sängerin Eva von der Osten, bestattet wurden.